# 田秋堇
田秋堇（英語：Tien Chiu-chin，1954年5月27日—），臺灣政治人物，現任監察委員，臺南縣人，成長於黨外家庭，長期關注民主運動及環保議題。
於2004年立委選舉名列民主進步黨全國不分區提名名單，並且順利當選。2008年、2012年二度蟬聯民主進步黨全國不分區立法委員（環保運動代表）。2016年卸任立法委員後，至民進黨新科不分區立委余宛如辦公室任職，擔任顧問型助理，持續協助推動生態永續、環境保護相關議題。

## 經歷
- 1973年就讀國立臺灣大學期間即不畏白色恐怖，開始為黨外人士助選、作義工，並辦雜誌，投身民主運動、環保運動逾30年。
- 臺灣環保聯盟宜蘭分會創會會長。
- 宜蘭縣環境保護聯盟「火力發電專案小組」召集人。
- 棲蘭檜木國家公園催生聯盟理事長。
- 2004年為圓環保夢而投入民進黨不分區立委選戰，順利當選為民進黨第6屆不分區立法委員。[3][4]
- 擔任立委期間反對蘇花高、蘇花改建設。[5][6]
- 民進黨第7屆不分區立法委員。
- 民進黨第8屆不分區立法委員。
- 2016年5月出任僑務委員會政務副委員長。
- 2018年1月出任監察委員。
- 2020年聲援並調查基隆陳青旭案獲民眾獻花。

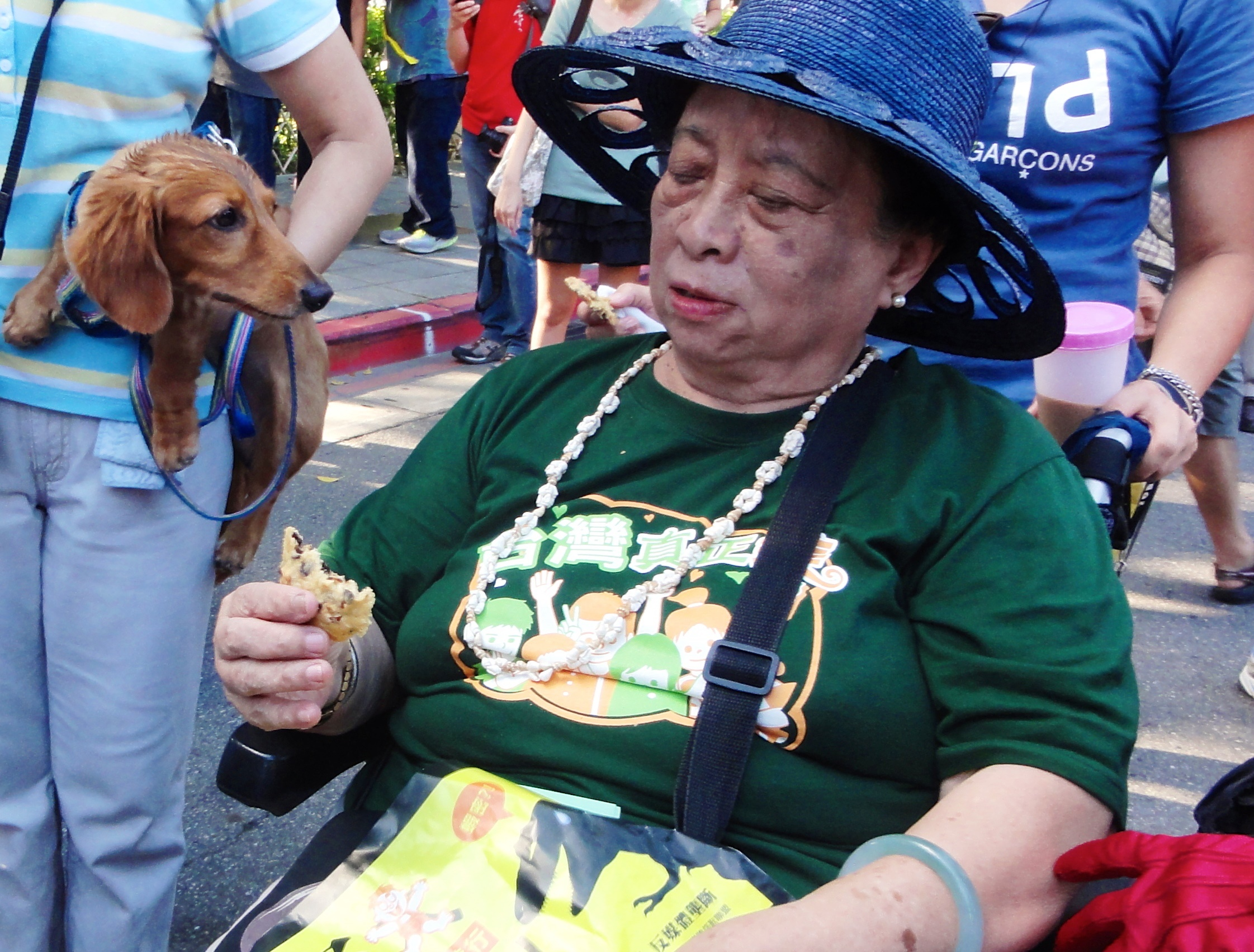
田孟淑參加2012年反媒體壟斷大遊行
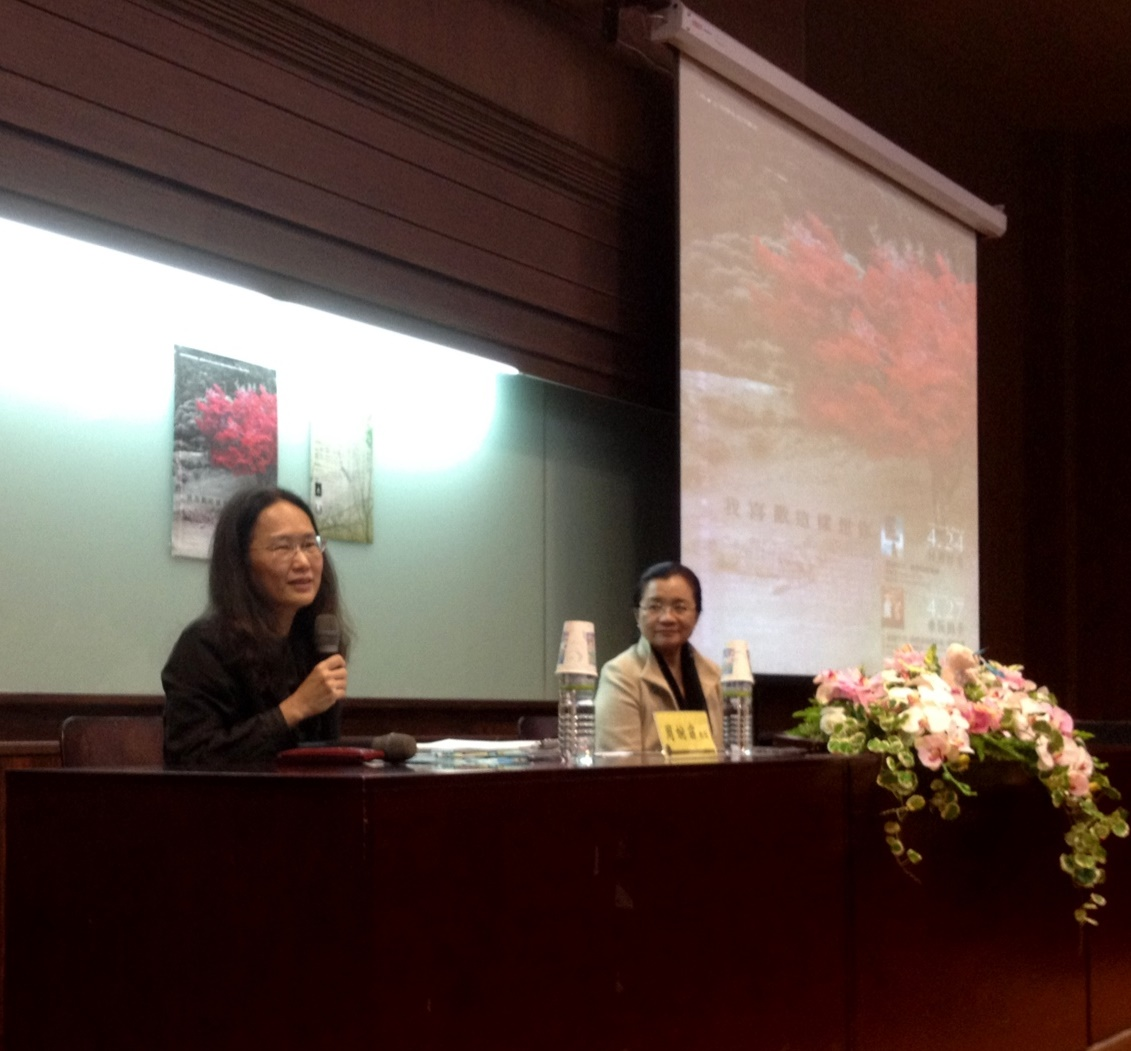
田秋堇與臺大歷史系教授周婉窈在《牽阮的手》電影播放兼映後座談

## 家庭
- 田家是臺灣獨立運動積極參與者，父親田朝明曾為白色恐怖時代的不合作運動者，在「黨外時期」扮演營救政治犯的角色；母親田孟淑，在綠營內人稱「田媽媽」，也被部分媒體稱為「民主保母」。田孟淑最令人深刻是在2005年中華民國地方公職人員選舉後，得知民進黨大敗、中國國民黨大勝後，當場落淚。
- 田秋堇的夫婿是前任宜蘭縣縣長劉守成，因此田秋堇可謂臺南女兒、宜蘭媳婦。

## 評價
《商業周刊》第1049期曾將田秋堇列入50位好立委名單。

## 外部連結
- 線上大國民 Mighty People Online - 立法委員資料 – 田秋堇
- 立法院 （页面存档备份，存于）